# Palestina i olympiska sommarspelen 2000
Palestina deltog i de olympiska sommarspelen 2000 med en trupp bestående av två deltagare, en man och en kvinna, men ingen av landets deltagare erövrade någon medalj.

## Friidrott
Herrarnas 20 kilometer gång
- Ramy Dieb
  1. Final - 1:32:32 (44:a av 44 fullföljande)